# George Johnson (Politiker)
George Johnson, OC (* 18. November 1920 in Winnipeg; † 8. Juli 1995 in Gimli, Manitoba) war ein kanadischer Arzt und Politiker. Zwischen 1958 und 1969 hatte er in den Provinzregierungen von Dufferin Roblin und Walter Weir mehrere Ministerposten inne. Von 1986 bis 1993 amtierte er als Vizegouverneur der Provinz Manitoba.

## Biografie
Johnson studierte Medizin an der University of Manitoba. Von 1941 bis 1945 diente er während des Zweiten Weltkriegs als Leutnant bei der Royal Canadian Navy. 1950 schloss er sein Studium ab und praktizierte in der Stadt Gimli als Arzt.
1958 kandidierte Johnson für die Progressive Conservative Party of Manitoba bei den Wahlen zur Legislativversammlung von Manitoba und gewann im Wahlbezirk Gimli. Der neue Premierminister Dufferin Roblin ernannte ihn daraufhin zum Minister für soziale Wohlfahrt. Ab 1961 war er Gesundheitsminister, ab 1963 Bildungsminister. Dufferins Nachfolger Walter Weir machte ihn 1968 zum Minister für Gesundheit und soziale Entwicklung. Zu seinen Verdiensten gehören die Gründung der University of Winnipeg und der Brandon University sowie die Einführung der staatlichen Krankenversicherung Medicare.
Johnson strebte 1969 keine Wiederwahl an und übte in Winnipeg wieder seinen angestammten Beruf aus. Von 1978 bis 1986 diente er der Provinzregierung als Sonderberater für das Gesundheitswesen. Generalgouverneurin Jeanne Sauvé vereidigte ihn am 11. Dezember 1986 als Vizegouverneur von Manitoba. Dieses repräsentative Amt übte er bis zum 5. März 1993 aus. Die University of Winnipeg würdigte ihn 1992 als Ehrendoktor, 1994 erhielt er den Order of Canada.